# Leptobotia flavolineata
Leptobotia flavolineata är en fiskart som beskrevs av Wang, 1981. Leptobotia flavolineata ingår i släktet Leptobotia och familjen nissögefiskar. Inga underarter finns listade i Catalogue of Life.